# Chevrolet Light Six
Chevrolet Light Six – samochód osobowy produkowany pod amerykańską marką Chevrolet w latach 1914–1915.

## Galeria

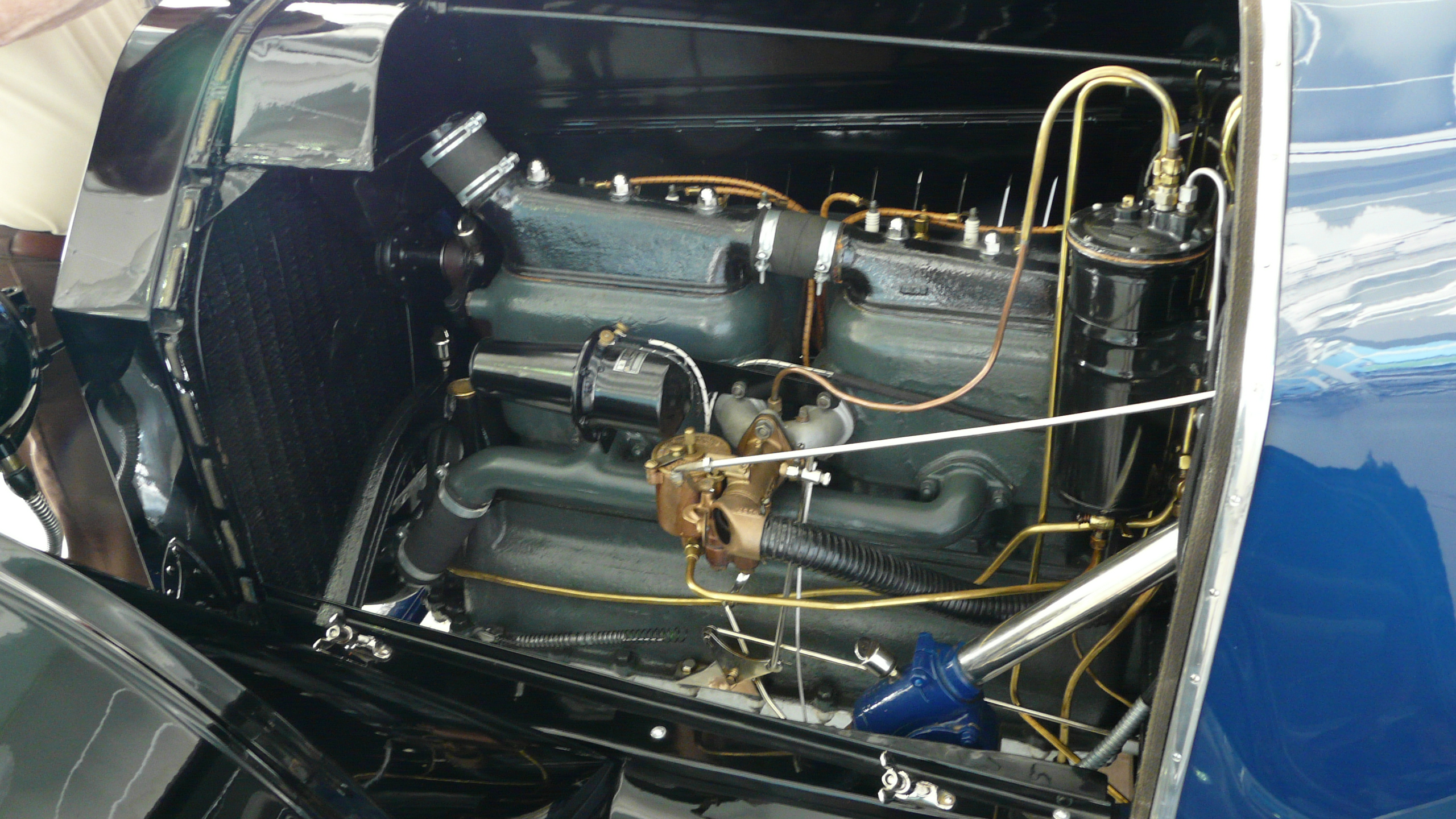
Chevrolet Light Six - komora silnika